# Nguyễn Quốc Thiện Esele
Nguyễn Quốc Thiện Esele (tên gốc: Theophilus Esele; sinh ngày 29 tháng 4 năm 1984), là một cựu cầu thủ bóng đá chuyên nghiệp người Nigeria nhập quốc tịch Việt Nam từng thi đấu cho các câu lạc bộ tại V-League 1 như Hòa Phát Hà Nội, Becamex Bình Dương, Thành phố Hồ Chí Minh và Nam Định.